# ديسيبرامين
ديسيبرامين (بالإنجليزية: Desipramine)‏ هو دواء مضاد للاكتئاب ثلاثي الحلقات، يعمل مثبطًا انتقائيًا لاسترداد النورإبينفرين.